# 海緑石
海緑石(かいりょくせき、Glauconite)は、鉱物の一種。組成は鉄とカリウムのフィロケイ酸塩鉱物(雲母グループ)((K,Na,Ca)(Fe3+,Al,Mg)2(Si,Al)4O10(OH)2)。緑色で風化しやすく非常にもろいことに特徴がある。
Glauconiteの名前はギリシャ語で「青」を意味する glaucos (γλαυκος) から来ている。色は表面の酸化具合によってオリーブグリーン、暗緑色、青緑色、黄緑色と変化する。モース硬度は2。比重は2.4 - 2.95。
一般的に、海緑石は堆積速度が穏やかな大陸棚だったことを示す指標と考えられ、ジュラ紀から白亜紀にかけて堆積した緑色砂岩や純度の低い石灰岩、チョークなどに含まれている。
海緑石は長い間ヨーロッパで緑色顔料として利用された。例えば古代ローマ時代のガリアの壁画やロシアの"イコン"、中世絵画の肉体表現に使用が認められる。また農業分野では肥料用カリウムの原料や土壌改良に用いられている。